# Медведево (Волгоградская область)
Медведево — село в Даниловском районе Волгоградской области, в составе Ореховского сельского поселения. Расположено на правом берегу реки Медведицы в 37 км к северо-востоку от Даниловки.
Население — 3 (2010)

## История
Основан как владельческий посёлок Медведев. Посёлок относился к Усть-Медведицкому округу Земли Войска Донского (с 1870 — Область Войска Донского). В 1859 году в посёлке проживало 115 мужчин и 123 женщины. После отмены крепостного права посёлок входил в состав Ореховской волости. Большая часть населения была неграмотной. Согласно переписи населения 1897 года в посёлке проживало 99 мужчин и 98 женщин, из них грамотных: мужчин — 15, женщин — нет.
Согласно алфавитному списку населённых мест Области Войска Донского 1915 года в населённом пункте имелось сельское правление, земельный надел составлял 215 десятину, проживали 171 мужчина и 185 женщин.
С 1928 года — в составе Даниловского района Камышинского округа (упразднён в 1930 году) Нижне-Волжского края (с 1934 года — Сталинградского края, с 1936 года — Сталинградской области, с 1961 года — Волгоградской области). Село относилось к Ореховскому сельсовету
В 1963 году в составе Ореховского сельсовета село передано в Котовский район, в 1964 году передано в Руднянский район В 1966 году Ореховский сельсовет передан в состав Даниловского района.

## Общая физико-географическая характеристика
Село находится в степной местности, на правом берегу реки Медведицы, у подножия возвышенности Медведицкие яры. Высота центра населённого пункта — около 110 метров над уровнем моря. Почвы — чернозёмы южные, в пойме Медведицы — пойменные нейтральные и слабокислые. Севернее и южнее села, а также на противоположном берегу — пойменные леса
Просёлочной дорогой населённый пункт связан с административным центром сельского поселения селом Орехово (3,8 км). По автомобильным дорогам расстояние до районного центра рабочего посёлка Даниловка — 41 км, до областного центра города Волгоград — 270 км. На противоположном берегу Медведицы расположен хутор Тарасов
Часовой пояс
Медведево, как и вся Волгоградская область, находится в часовой зоне МСК (московское время). Смещение применяемого времени относительно UTC составляет +3:00.

## Население
Динамика численности населения по годам:
| 1859 | 1873 | 1897 | 1915 | 1987 | 2002 |
| ---- | ---- | ---- | ---- | ---- | ---- |
| 238  | 260  | 197  | 356  | ≈50  | 10   |